# 金帶齒頜鯛
金帶齒頜鯛（学名：Gnathodentex aurolineatus），又稱金帶鯛、黃點鯛，為輻鰭魚綱鱸形目龍占魚科的其中一個種。

## 分布
本魚分布於印度太平洋區，包括東非、馬達加斯加、模里西斯、塞席爾群島、紅海、馬爾地夫、斯里蘭卡、印度、阿拉伯海、阿曼灣、孟加拉灣、安達曼海、日本、台灣、中國、泰國、越南、馬來西亞、印尼、澳洲、聖誕島、新喀里多尼亞、斐濟群島、菲律賓、索羅門群島、諾魯、密克羅尼西亞、馬紹爾群島、馬里亞納群島，法屬波里尼西亞、薩摩亞群島、吐瓦魯、東加、吉里巴斯、庫克群島等海域。

## 深度
水深3至30公尺。

## 特徵
本魚體銀灰色帶黑色調，有若干金黃色或橘紅色的縱線，背後側有一大黃斑。眼徑十分巨大，約略與吻長相等。尾鰭深分叉，背鰭硬棘10至11枚、軟條10枚；臀鰭硬棘3枚、軟條9枚。體長可達30公分。

## 生態
本魚棲息岩石和沙質海岸交界處，肉食性，以多毛類、貝類等為食。

## 經濟利用
美味的食用魚，適合清蒸或紅燒。體內可能有累積熱帶魚毒，國外有中毒的紀錄。